# Satyrium elongatum
Satyrium elongatum är en orkidéart som beskrevs av Robert Allen Rolfe. Satyrium elongatum ingår i släktet Satyrium och familjen orkidéer. Inga underarter finns listade i Catalogue of Life.